# لیگ برتر والیبال مردان ایران ۱۳۸۲
لیگ برتر والیبال ایران ۱۳۸۲ هفتمین دوره لیگ برتر والیبال ایران می‌باشد. این مسابقات با حضور ۱۱ تیم به صورت دوره‌ای رفت و برگشت در یک گروه برگزار شد. در پایان، پس از انجام ۱۱۰ بازی تیم صنام تهران با مربیگری مصطفی کارخانه به قهرمانی این دوره از لیگ رسید.
علیرضا نادی، محمد ترکاشوند و پیمان اکبری از صنام تهران، مهدی بازارگرد از پاس تهران، سعید رضایی از پیکان تهران، عباس قاسمیان از پگاه ارومیه، پرویز پزشکی از برق تهران و بابک مظفری از دخانیات تهران بهترین‌های این دوره از مسابقات لیگ بودند.

## جدول رده‌بندی
|      |                  |          | بازی‌ها | بازی‌ها | بازی‌ها | ست‌ها | ست‌ها | ست‌ها    | صعود یا سقوط                        |
| رتبه | تیم              | امتیازات | بازی   | برد    | باخت   | برد  | باخت | میانگین | صعود یا سقوط                        |
| ---- | ---------------- | -------- | ------ | ------ | ------ | ---- | ---- | ------- | ----------------------------------- |
| ۱    | صنام تهران       | ۳۶       | ۲۰     | ۱۶     | ۴      | ۵۲   | ۲۵   | ۲٫۰۸۰   | صعود به قهرمانی باشگاه‌های آسیا ۲۰۰۴ |
| ۲    | پیکان تهران      | ۳۴       | ۲۰     | ۱۴     | ۶      | ۴۹   | ۲۵   | ۱٫۹۶۰   | صعود به قهرمانی باشگاه‌های آسیا ۲۰۰۴ |
| ۳    | پگاه ارومیه      | ۳۴       | ۲۰     | ۱۴     | ۶      | ۵۰   | ۲۸   | ۱٫۷۸۶   |                                     |
| ۴    | پاس تهران        | ۳۲       | ۲۰     | ۱۲     | ۸      | ۴۶   | ۳۳   | ۱٫۳۹۴   |                                     |
| ۵    | برق تهران        | ۳۲       | ۲۰     | ۱۲     | ۸      | ۴۲   | ۳۳   | ۱٫۲۷۳   |                                     |
| ۶    | نیوپان گنبد      | ۳۲       | ۲۰     | ۱۲     | ۸      | ۴۵   | ۳۸   | ۱٫۱۸۴   |                                     |
| ۷    | قند شیروان       | ۳۰       | ۲۰     | ۱۰     | ۱۰     | ۳۴   | ۳۸   | ۰٫۸۹۵   |                                     |
| ۸    | فولاد سبا اصفهان | ۲۷       | ۲۰     | ۷      | ۱۳     | ۲۸   | ۴۹   | ۰٫۵۷۱   |                                     |
| ۹    | دخانیات تهران    | ۲۶       | ۲۰     | ۶      | ۱۴     | ۳۰   | ۴۸   | ۰٫۶۲۵   |                                     |
| ۱۰   | سایپا تهران      | ۲۴       | ۲۰     | ۴      | ۱۶     | ۳۱   | ۵۶   | ۰٫۵۵۴   |                                     |
| ۱۱   | لوله‌سازی اهواز   | ۲۳       | ۲۰     | ۳      | ۱۷     | ۲۳   | ۵۶   | ۰٫۴۱۱   | سقوط به دسته اول                    |

## رده‌بندی نهایی
| رتبه | تیم              |
| ---- | ---------------- |
| 1    | پیکان تهران      |
| 2    | صنام تهران       |
| 3    | پگاه ارومیه      |
| ۴    | پاس تهران        |
| ۵    | برق تهران        |
| ۶    | نیوپان گنبد      |
| ۷    | قند شیروان       |
| ۸    | فولاد سبا اصفهان |
| ۹    | دخانیات تهران    |
| ۱۰   | سایپا تهران      |
| ۱۱   | لوله‌سازی اهواز   |

|  | راه‌یافته به قهرمانی باشگاه‌های آسیا ۲۰۰۴ |

|  | راه‌یافته به دسته اول |

| قهرمان فصل ۱۳۸۲ لیگ برتر ایران |
| ------------------------------ |
| صنام تهران سومین قهرمانی       |

|  |  |